# Panedigrano
Nicola Gualtieri, dit Panedigrano, né à Conflenti en 1753 où il est mort en 1828, est un militaire italien, capimassa, qui a joué un rôle important dans les Insurrections antifrançaises en Italie de 1799.

## Biographie
Dans sa jeunesse, il avait été un dangereux criminel condamné à la réclusion à perpétuité pour une dizaine de meurtres et autant de vols. Il était en prison, à Messine, lorsque les Britanniques décidèrent de libérer tous les condamnés pour les enrôler dans l' Armée sanfédiste préparée par le cardinal Fabrizio Ruffo pour remettre le roi Ferdinand IV de Bourbon sur le trône de Naples. 
Panedigrano, sous la direction du cardinal Fabrizio Ruffo, s'est distingué par son courage et son aptitude à commander. En 1799, avec ses mille camarades ancien forçats, il contribue à la reconquête de nombreuses villes du sud, dont Naples et, donc, à la restauration de la monarchie bourbonienne . 
En 1806, rappelé par la reine Maria Carolina de Habsbourg-Lorraine, il se bat en faveur des Bourbons contre les Français. 